# Euryclée
Pour l’article homonyme, voir (195) Euryclée.
Dans l'Odyssée, Euryclée (en grec ancien Εὐρύκλεια / Eurúkleia) est la nourrice d'Ulysse. 

## Biographie
Elle fut achetée toute jeune pour 20 bœufs par Laërte, qui la considéra comme une épouse, sans toutefois partager son lit. À la naissance de Télémaque, elle lui servit de nourrice à son tour. Conseillère, elle met Télémaque en garde lors de son entreprise pour retrouver son père tout en lui préparant ses bagages ; elle est complice avec Pénélope avant le départ de son fils. Dès le retour d'Ulysse, elle est l'une des premières personnes à le reconnaître en lui lavant les pieds, à une cicatrice qu'il s'est faite jeune à la chasse aux sangliers.

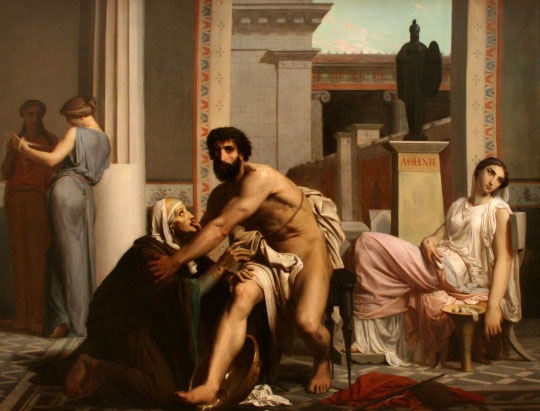
Ulysse reconnu par sa nourrice à son retour de Troie (1849), par William Bouguereau

« Elle reconnut soudain la cicatrice due au boutoir blanc d'un sanglier, quand il chassait sur le Parnasse avec Autolycos, le noble père de sa mère, maître en vols et en parjures ; un dieu lui avait fait ce don, Hermès lui-même ; il lui brûlait d'agréables cuisseaux de chevreaux et d'agneaux, et le dieu l'escortait, propice ». Elle sollicite Autolycos afin de donner un nom à son petit-fils[style à revoir], dans ses souvenirs. Elle taira l'identité d'Ulysse déguisé lors de son retour en son palais, à sa demande, puis, en sa qualité de chef des servantes, elle lui énoncera celles qui lui ont été infidèles, et enfin, c'est elle qui annonce à Pénélope que son mari est vivant et de retour en son royaume. Jusqu'au bout, elle est restée fidèle à ses premiers maîtres.